# 嵐の明日 (アルバム)
『嵐の明日』（あらしのあした）は、1993年6月2日リリースされた、KAI FIVEの3枚目のオリジナル・アルバムで最後のアルバム。

## 概要
表題曲はアルバムに3週間先行してシングルが発売。

## 批評
『CDジャーナル』は、「昔ながらのファン感涙の曲もあれば、ガラッとイメージが違うギタリスト田中氏の歌う曲もあり、なかなか楽しめます。」と批評した。

## 収録曲
- 作詞・作曲：甲斐よしひろ（特記以外）

1. 風の中の火のように
編曲：瀬尾一三
  - フジテレビ系ドラマ『並木家の人々』の主題歌[2]
2. 落下する月
編曲：瀬尾一三
3. 涙のアドレス
編曲：瀬尾一三
4. 切ない痙攣
編曲：国吉良一
5. 影
編曲：瀬尾一三
6. 月に泣く
作詞：多奈加裕千・甲斐よしひろ　作曲：多奈加裕千　編曲：国吉良一
7. 絶対・愛
編曲：国吉良一
8. 嵐の明日
編曲：国吉良一
9. Fever
編曲：増田隆宣・坂元達也
10. 青二才-ナイーブ-
作詞：甲斐よしひろ・多奈加裕千　作曲：多奈加裕千　編曲：国吉良一
11. 桟橋の街
作詞：甲斐よしひろ・多奈加裕千　作曲：多奈加裕千　編曲：瀬尾一三
12. 都会-まち-のつらら
編曲：国吉良一